# Принцеса Марія
«Принцеса Марія» («Princesse Marie») — французький двосерійний телефільм 2004 року, знятий режисером Бенуа Жако, з Катрін Денев у головній ролі.

## Сюжет
Нащадок Наполеона, принцеса Марія Бонапарт, як відомо, була дуже прихильною до Фройда і постійно пропагувала його серед своїх друзів і знайомих.

## У ролях
- Катрін Денев: Марія Бонапарт (доросла)
- Марі-Крістін Фрідріх: Марія Бонапарт (підліток)
- Аленка Брезель: Марія Бонапарт (дитина)
- Артур Денберг: Роланд Бонапарт
- Едіт Перре: Жюстін-Елеонора Руфлін (бабуся Марії)
- Фред Улісс: Паскаль Сінібальді
- Мішель Глейзер: Марі-Клер Бернардіні (відома як «Мімо»)
- Крістіан Вадим: Антуан Леоні
- Анна Варнт'єн: Анжель Леоні
- Крістоф Моосбруґґер: Георг Грецький
- Ісільд Ле Беско: Євгенія Грецька
- Йован Ле Беско: П'єр Грецький
- Фріц фон Фрідль: Вальдемар Данський
- Гайнц Беннент: Зиґмунд Фройд
- Елізабет Орт: Марта Фройд
- Анна Беннент: Анна Фройд
- Ґертруда Єссерер: Мінна Бернайс
- Себастьян Кох: Рудольф Левенштейн
- Домінік Реймонд: Женев'єв Труазьє
- Дідьє Фламан: Жан Труазьє
- Ніколь Бойтлер: Рут Мак

## Знімальна група
- Режисер: Бенуа Жако, асистент: Антуан Сантана
- Сценарій: Луї Гардель, Франсуа-Олів'є Руссо
- Продюсери: Ганс-Вернер Хонерт, Даніель Леконт, Ніколя Траубе, Міхаель фон Волькенштейн
- Оператор: Каролін Шампетьє
- Звук: Мішель Віонне, Ніколя Неґелен
- Декорації: Пітер Мангардт
- Монтаж: Люк Барньє
- Музика: Лотар Шерпе